# Лутугинский тоннель
Лутугинский тоннель — самый длинный железнодорожный тоннель Украины. Он находится в Луганской области и является частью Донецкой железной дороги. Северный портал тоннеля расположен вблизи пос. Белореченский, южный портал расположен у пос. Врубовский.

## Описание
Лутугинский тоннель расположен на 107—109 км между станциями Сборная и Врубовка железнодорожной линии Северск-Лихая, Родаковской дистанции пути Донецкой ж/д.
Тоннель однопутный, ширококолейный. Длина между порталами составляет 2062,88 погонных метров. Используемая тяга — тепловозная.
Тоннель имеет двухскатный профиль. В плане расположен по прямой. Вентиляция шахтного типа, вентиляционный ствол пройден в районе центра тоннеля и соединен с ним горизонтальной сбойкой.
Тоннель проложен в породах, представляющих чередование слоёв обводнённого песчанистого сланца и песчаника с прослоями водоносного известняка.
Тоннель охраняется вооружённой охраной.

## История
Тоннель был сооружён в 1913—1915 годах.
В течение 1986—1989 годах проводилась реконструкция тоннеля и движение по нему перекрывалось. Реконструкция имела целью снижение притока воды в тоннель.
В 1994—1996 годах с той же целью пробурено несколько систем лучевых дренажных скважин, однако это практически не уменьшило водопритока.
Осложнение гидрогеологической ситуации в районе тоннеля связано с закрытием соседних шахт Врубовская и им. Ленина, после чего была прекращена откачка воды из этих шахт, вызвавшая повышение уровня подземных вод и усиление притока воды в тоннель.
В 2005—2006 годах проводился капитальный ремонт тоннеля с целью снижения водопритока в тоннель.